# Marcin Tomisławski
Marcin Tomisławski herbu Świnka (zm. przed 6 listopada 1512 roku) – podsędek sieradzki w 1512 roku, sędzia grodzki sieradzki w 1507 roku.
Poseł na sejm piotrkowski 1511 roku z województwa sieradzkiego.